# Philippe Jeusette
Philippe Jeusette est un acteur belge, né le 23 mars 1966 à Liège en Belgique, et mort d'une crise cardiaque le 25 août 2022 à Heyd en Belgique.
Il est sorti diplômé de l'Institut national supérieur des arts du spectacle et des techniques de diffusion (Insas) de Bruxelles en 1987.
À partir de 1987 il entame une carrière sur les planches au Théâtre Varia avec la pièce Le Parc, mise en scène par Michel Dezoteux. Il se produit sur les principales scènes belges: Rideau de Bruxelles, Théâtre de Poche, Théâtre National...
Dans les années 2000, il fait carrière au cinéma, jouant dans plusieurs films des Frères Dardenne, mais aussi à la télévision, avec les séries Ennemi public et Coyotes.

## Théâtre
- 1988 : La Noce chez les petits bourgeois de Bertolt Brecht. Mise en scène de Michel Dezoteux
- 1996 : Périclès, prince de Tyr  de William Shakespeare. Mise en scène Michel Dezoteux
- 2001 : La Cerisaie  d'après Anton Tchekhov. Mise en scène Michel Dezoteux
- 2012 : Le Roi Lear de William Shakespeare. Mise en scène Lorent Wanson
- 2016 : Les Enfants du soleil d'après Maxime Gorki. Mise en scène Christophe Sermet
- 2020 : Une maison de poupée de Henrik Ibsen. Mise en scène de Ladislas Chollat
- 2021 : Son père de Véronique Gallo. Mise en scène de Véronique Gallo

## Filmographie

### Cinéma
- 2002 : Une part du ciel de Bénédicte Liénard
- 2002 : Un honnête commerçant de Philippe Blasband : Le tueur nerveux
- 2004 : La femme de Gilles de Frédéric Fonteyne : L'ouvrier moqueur
- 2004 : Alive de Frédéric Berthe : Le délégué sécurité
- 2004 : L'enfant de Jean-Pierre et Luc Dardenne : Le receleur show-room
- 2008 : Le Silence de Lorna de Jean-Pierre et Luc Dardenne : Locksmith
- 2014 : L'éclat furtif de l'ombre de Patrick Dechesne : l'exploitant de taxis
- 2014 : Deux jours, une nuit de Jean-Pierre et Luc Dardenne : Yvon
- 2016 : L'Économie du couple de Joachim Lafosse : Goran
- 2016 : La Fille inconnue de Jean-Pierre et Luc Dardenne : L'employé du cimetière

### Télévision
- 1996 : Les Steenfort, maîtres de l'orge
- 2016-2022 : Ennemi public : Patrick Stassart
- 2019 : Engrenages : Solignac
- 2019 : L'Agent immobilier : Philippe
- 2021 : Coyotes : père Julek
- 2022 : Le Voyageur : Luc Novak

## Distinctions

### Récompenses
- 1998 Prix du Théâtre : prix du meilleur comédien pour son rôle dans Octobre de Georg Kaiser.